# NZEB
nZEB este acronimul pentru Nearly Zero Energy Building, care în limba română se traduce prin clădire cu consum de energie aproape zero.
În legislația română au fost introduse următoarele ghiduri privind implementarea măsurilor de creștere a performanței energetice, respectiv:
- RTC 4-2022 – aplicabil clădirilor noi
- RTC 3-2022 – aplicabil clădirilor existente